# Marc Fusté Olivé
Marc Fusté Olivé, conegut popularment com a “Marquet de la Dona”, va néixer a la ciutat de Valls el gener de 1801 i era pintor d'aigüeres i teixidor, a més de llogar vestits per als diferents balls que participaven en el seguici popular.
Fusté no tenia estudis ni preparació literària de cap mena. Tot i així, tenia una gran traça i habilitat en compondre “parlaments” per a balls parlats. Entre les peces més destacades hi ha el Ball de la Mare de Déu de la Candela de Valls, que es recupera a les Festes Decennals de la Mare de Déu de la Candela del 2011.
També fou autor del Ball del Sant Crist de la localitat de Salomó, al Camp de Tarragona, i del Ball de Sant Pere Ermengol del poble de la Guàrdia dels Prats, a la Conca de Barberà.